# Blue Velvet
Pour les articles homonymes, voir Blue Velvet (homonymie).
Pour plus de détails, voir Fiche technique et Distribution.
Blue Velvet (litt. « Velours bleu ») est un film américain réalisé par David Lynch et sorti en 1986. Mêlant horreur psychologique et film noir, il met en vedette Kyle MacLachlan, Isabella Rossellini, Dennis Hopper et Laura Dern. Le long métrage tire son nom de la chanson du même nom de 1951. Le film raconte l'histoire d'un jeune étudiant qui, rentrant chez lui pour rendre visite à son père malade, découvre une oreille humaine coupée dans un champ. L'oreille l'amène à découvrir une vaste conspiration criminelle et à nouer une relation amoureuse avec une chanteuse de bar à problèmes.
Le scénario, écrit par David Lynch lui-même, circule à Hollywood de la fin des années 1970 au début des années 1980, mais plusieurs grands studios le refusent en raison de son contenu sexuel et violent. Après l'échec de son film Dune en 1984, David Lynch tente de développer une « histoire plus personnelle », proche du style surréaliste de son premier film Eraserhead (1977). Le studio indépendant De Laurentiis Entertainment Group, appartenant à l'époque au producteur de films italien Dino De Laurentiis, accepte de financer et de produire le film.
Blue Velvet reçoit d'abord un accueil mitigé de la part de la critique, beaucoup estimant que son contenu explicite ne présente qu'un faible intérêt artistique. Néanmoins, le film vaut à Lynch sa deuxième nomination à l'Oscar du meilleur réalisateur, et il reçoit les prix du meilleur film et du meilleur réalisateur de l'année de la National Society of Film Critics. Il est devenu un film culte. Blue Velvet permet aussi de revitaliser la carrière de Hopper et d'offrir à Rossellini la possibilité de montrer son talent d'actrice dramatique, jusque là connue pour son travail de mannequin et de porte-parole pour les cosmétiques. Dans les années qui ont suivi sa sortie, le film est réévalué et est aujourd'hui généralement considéré comme l'une des œuvres majeures de Lynch et l'un des plus grands films des années 1980. Des publications telles que Sight & Sound, Time, Entertainment Weekly et BBC News le classent parmi les plus grands films américains de tous les temps. En 2008, l'American Film Institute le désigne comme l'un des plus grands films policiers jamais réalisés.

## Synopsis
Dans les années 1980, Jeffrey Beaumont, un étudiant, rentre chez lui à Lumberton, en Caroline du Nord, après que son père, Tom, a été victime d'un grave malaise dans son jardin. Le père de Jeffrey est confiné dans un lit et équipé d'une sorte de dispositif de maintien. En rentrant de l'hôpital, Jeffrey traverse un terrain vague et découvre dans l’herbe une oreille humaine coupée. Il apporte l'oreille à l'inspecteur de police John Williams et le soir refait connaissance avec la fille de Williams, Sandy. Sandy, dont la chambre est au-dessus du bureau de son père, au domicile, explique à Jeffrey que l'oreille a un lien avec une chanteuse nommée Dorothy Vallens et elle sait où celle-ci habite. Intrigué, Jeffrey, veut en savoir plus et, se faisant passer pour un désinsectiseur, rentre dans son appartement. Il y dérobe un double de clef alors qu'elle est distraite par un homme qui vient la voir, vêtu d'une veste de sport jaune, que Jeffrey surnomme « l'homme en jaune ».
Jeffrey et Sandy assistent au spectacle de Dorothy dans la boîte de nuit où elle chante, et notamment la chanson Blue Velvet, et partent tôt pour que Jeffrey puisse s'infiltrer dans son appartement en son absence. Jeffrey est surpris par le retour inopiné de Dorothy chez elle ; elle se déshabille complètement, mais lorsqu'elle entend Jeffrey caché dans le placard, elle s’empare d'un couteau et l’oblige sous la menace à sortir, puis lui intime l’ordre de se déshabiller. Dorothy commence à caresser et embrasser Jeffrey, mais remet vite celui-ci dans le placard lorsque Frank Booth, un gangster psychopathe et baron de la drogue, arrive et interrompt leur rencontre. Frank frappe alors Dorothy tout en aspirant du gaz dans un masque et alterne entre des crises de sanglots et de rage violente, avant de l'agresser sexuellement. Après le départ de Frank, Jeffrey s'éclipse, va trouver du réconfort auprès de Sandy et lui narre ce qui s’est passé.
Après avoir supposé que Frank a enlevé Don, le mari de Dorothy, et son fils Donnie pour la forcer à l'esclavage sexuel, Jeffrey soupçonne Frank d'avoir coupé l'oreille de Don pour l'intimider et la soumettre à ses volontés perverses. Tout en continuant à voir Sandy simultanément, Jeffrey entame une relation sexuelle étrange et sadomasochiste dans laquelle Dorothy l'encourage à la frapper. Un soir, Jeffrey voit Frank assister au spectacle de Dorothy et l'observe ; plus tard, en planque, il assiste à une vente de drogue et voit l'homme en jaune dans un entrepôt. Jeffrey voit ensuite ce même homme en jaune rencontrer un « homme bien habillé ».
Lorsqu’un soir Frank surprend Jeffrey en train de quitter l'appartement de Dorothy, il les enlève et les emmène dans le repaire de Ben, un associé criminel qui retient en otage dans une pièce annexe Don et Donnie. Frank permet à Dorothy de voir sa famille puis, avec sa bande, il emmène Jeffrey et Dorothy dans une virée à grande vitesse jusqu'à une scierie, où il tente à nouveau d'abuser sexuellement de Dorothy. Jeffrey n’en peut plus, s'interpose et frappe le gangster au visage. Frank et sa bande, furieux, le sortent de la voiture. En musique (la chanson In Dreams de Roy Orbison), Frank s'enduit le visage de rouge à lèvres et embrasse violemment Jeffrey, puis il le bat sauvagement sous les hurlements de désespoir de Dorothy et le laisse sur place sans connaissance. Le lendemain matin, Jeffrey se réveille meurtri et ensanglanté et rentre chez lui.
En se rendant au poste de police, il se rend compte que le partenaire de l'inspecteur Williams, Tom Gordon, est le fameux homme en jaune, le complice qui a assassiné les dealers rivaux de Frank et volé la drogue confisquée dans la salle des scellés pour que Frank la revende à son profit. Après avoir assisté avec Sandy à une fête au cours de laquelle ils se sont avoués leur amour, ils sont poursuivis par une voiture qu'ils supposent appartenir à Frank. Mais alors qu'ils arrivent au domicile de Jeffrey, Sandy se rend compte que la voiture appartient en fait à son ex-petit ami, Mike Shaw. Alors que Mike menace de battre Jeffrey pour lui avoir volé sa petite amie, Dorothy apparaît dans le jardin, nue, battue et confuse. Mike recule et s’excuse, tandis que Jeffrey et Sandy emmènent Dorothy chez les Williams pour qu'elle reçoive des soins médicaux.
Dans le salon familial, Dorothy, toujours désemparée, s’accroche à Jeffrey et l’appelle « mon amant secret ». Sandy est horrifiée et gifle son amoureux pour l'avoir trompée, bien qu’elle lui pardonnera plus tard. Jeffrey demande alors à la jeune fille de tout dire à son père, et l'inspecteur Williams mène une descente de police au quartier général de Frank, tuant ses hommes et détruisant son empire criminel. Jeffrey retourne seul à l'appartement de Dorothy, où il découvre son mari mort et l'homme en jaune également mortellement blessé. Alors qu’il quitte l'appartement, « l'homme bien habillé » arrive, voit Jeffrey dans les escaliers extérieurs et le poursuit jusque dans l’appartement de Dorothy où il s’est réfugié. Jeffrey comprend alors que « l'homme bien habillé » est en réalité Frank Booth. Le gangster le cherche partout dans l’appartement pour le liquider ; au moment où il va le débusquer dans le placard, Jeffrey tue Frank avec l'arme de Tom Gordon qu’il avait auparavant récupérée, quelques instants avant que Sandy et son père le détective Williams n'arrivent pour le sauver.
La fin nous montre Jeffrey et Sandy toujours amoureux et heureux, et Dorothy qui a retrouvé son fils.

## Fiche technique
Sauf indication contraire, les informations mentionnées dans cette section peuvent être confirmées par la base de données cinématographiques IMDb,  présente dans la section « Liens externes ».
- Titre original et français : Blue Velvet
- Réalisation et scénario : David Lynch
- Musique : Angelo Badalamenti
- Photographie : Frederick Elmes
- Montage : Duwayne Dunham
- Décors : Patricia Norris
- Producteurs : Fred C. Caruso et Richard Roth
- Société de production : De Laurentiis Entertainment Group
- Budget : 6 millions de dollars
- Pays de production :  États-Unis
- Langue originale : anglais
- Format : Couleur — 2,35:1 J-D-C Scope — Dolby — 35 mm
- Genres : néo-noir[1], thriller érotique, film à énigme
- Durée : 120 minutes
- Dates de sortie :
  - États-Unis : 19 septembre 1986
  - France : 21 janvier 1987
  - Belgique : 25 juillet 2001
- Classification[2] :
  - États-Unis : R
  - France : interdit aux moins de 12 ans[3]

## Distribution
- Kyle MacLachlan (VF : Éric Legrand) : Jeffrey Beaumont
- Isabella Rossellini (VF : Évelyn Séléna) : Dorothy Vallens
- Dennis Hopper (VF : Patrick Floersheim) : Frank Booth
- Laura Dern (VF : Marie-Laure Beneston) : Sandy Williams
- Hope Lange (VF : Claire Guibert) : Madame Williams
- Dean Stockwell (VF : Philippe Mareuil) : Ben
- George Dickerson (VF : Yves Massard) : l'inspecteur John Williams
- Priscilla Pointer (VF : Sylvie Moreau) : Mme Beaumont
- Frances Bay (VF : Jacqueline Porel) : Tante Barbara
- Jack Harvey : Tom Beaumont
- Ken Stovitz (VF : Thierry Ragueneau) : Mike
- Brad Dourif (VF : Marc Alfos) : Raymond
- Jack Nance (VF : Claude Joseph) : Paul
- J. Michael Hunter : le chasseur
- Dick Green : Don Vallens

 Source et légende : version française (VF) sur RS Doublage et DSD Doublage.

## Production

### Genèse et développement
« Kyle s'habille comme moi. Mon père était chercheur scientifique et travaillait au département de l'Agriculture à Washington. On passait notre temps dans les bois. J'en avais marre de la forêt à l'époque où je suis parti, mais quand même, les bûcherons et leurs bûches, toutes ces choses, c'est pour moi une image de l'Amérique autant que les clôtures de jardins avec leurs roses. Cette image est gravée en moi et me rend heureux »,

— David Lynch à propos des éléments autobiographiques de Blue Velvet
L'histoire du film est essentiellement le résultat de trois idées qu'a eues Lynch à partir de 1973. La première idée se résume à « un sentiment » et au titre du film, Blue Velvet,.  L'idée suivante est l'image d'une oreille humaine coupée et située dans un champ. Vient ensuite à son esprit : « Je ne sais pas pourquoi c'était une oreille. Ce devait être un orifice du corps humain, un trou dans quelque chose... L'oreille est accrochée à la tête et débouche directement sur l'esprit, donc ça m'a semblé parfait »,,. La troisième idée concerne la chanson Blue Velvet interprétée par Bobby Vinton : « La tonalité [du film] est venue avec cette chanson : une ambiance, une époque et tout ce qui la caractérisait »,. La scène dans laquelle Dorothy apparaît nue à l'extérieur est inspirée par une expérience réelle que Lynch a vécue pendant son enfance, lorsque lui et son frère ont vu une femme nue marcher dans une rue du quartier la nuit. Cette expérience a été si traumatisante pour le jeune Lynch qu'elle l'a fait pleurer, et il ne l'a jamais oubliée.
Après avoir terminé Elephant Man (The Elephant Man, 1980), David Lynch rencontre le producteur Richard Roth autour d'un café. Roth a lu et apprécié le scénario de Ronnie Rocket qu'a écrit Lynch, mais ne pense pas vouloir le produire. Il demande à Lynch si le cinéaste a d'autres scripts, mais le réalisateur n'a que des idées. « Je lui ai dit que j'avais toujours voulu me faufiler dans la chambre d'une fille pour la regarder dans la nuit et que, peut-être, à un moment ou à un autre, je verrais quelque chose qui serait l'indice d'un meurtre mystérieux. Roth a adoré l'idée et m'a demandé d'écrire un traitement. Je suis rentré chez moi et j'ai pensé à l'oreille dans le champ »,,. La production est annoncée en août 1984. Lynch écrit deux autres ébauches avant d'être satisfait du scénario du film. Le problème, selon Lynch, est qu'« il y avait tout ce qu'il y a de désagréable dans le film mais rien d'autre. Il manquait trop de choses. Alors j'ai laissé le projet de côté pendant un temps »,. À ce moment-là, les conditions sont idéales pour Lynch : il a passé un accord avec le producteur Dino De Laurentiis qui lui donne une liberté artistique totale ainsi que le final cut, en échange d'une réduction de salaire et d'un budget limité à six millions de dollars. Cet accord fait de Blue Velvet le film le plus modeste produit par De Laurentiis à ce moment-là. Par conséquent, Lynch n'est pratiquement pas surveillé pendant la production. « Après Dune, j'étais tellement abattu que n'importe quel projet aurait pu me remonter ! C'était donc juste une euphorie. Et quand vous travaillez avec ce genre de sentiment, vous pouvez prendre des risques. Vous pouvez expérimenter »,.

### Attribution des rôles
La distribution de Blue Velvet comprend plusieurs acteurs relativement inconnus à l'époque. Pour le rôle de Dorothy Vallens, Lynch pense tout d'abord à Hanna Schygulla, qui refuse. Il rencontre ensuite Isabella Rossellini dans un restaurant new-yorkais et lui propose le rôle. Rossellini est connue pour ses publicités pour Lancôme au début des années 1980, mais aussi parce qu'elle est la fille de l'actrice Ingrid Bergman et du réalisateur italien Roberto Rossellini. Une fois le film terminé, lors des projections tests, l'agence représentant Rossellini, ICM Partners, met immédiatement un terme à leur relation. En outre, les religieuses de l'école de Rome que Rossellini a fréquentée dans sa jeunesse l'appellent pour lui dire qu'elles prient pour elle.
Lynch a un seul acteur en tête pour le personnage de Jeffrey Beaumont : Val Kilmer. Mais celui-ci refuse, jugeant le scénario pornographique. Il explique par la suite qu'il aurait finalement pu accepter le rôle au vu de la version finale du film, qui lui plaît beaucoup. Le choix se porte finalement sur Kyle MacLachlan. Il a déjà collaboré avec Lynch sur Dune, une épopée de science-fiction qui connaît un échec critique et commercial lors de sa sortie en 1984. MacLachlan constitue un collaborateur régulier de Lynch, qui fait remarquer à son sujet : « Kyle joue des innocents qui s'intéressent aux mystères de la vie. Il est la personne en qui vous avez suffisamment confiance pour vous aventurer dans un monde étrange »,.
Dennis Hopper est l'acteur le plus connu du film, notamment en raison du film Easy Rider (1969), qu'il a réalisé. Hopper a accepté le rôle en s'exclamant : « Je dois jouer Frank ! Je suis Frank ! »,. Cependant, il ne s'agit pas du premier choix de Lynch, Michael Ironside ayant déclaré que le personnage Frank a été écrit en pensant à lui. Harry Dean Stanton et Steven Berkoff ont tous deux refusé le rôle de Frank en raison du contenu violent du film,. Enfin, Laura Dern — alors âgée de 18 ans — est retenue dans le rôle de Sandy Williams, après que plusieurs actrices célèbres, parmi lesquelles Molly Ringwald, ont refusé le rôle.

### Tournage
Le tournage débute en août 1985 et se termine en novembre. Le film est tourné au studio EUE/Screen Gems de Wilmington, en Caroline du Nord, qui fournit également les scènes extérieures de Lumberton. La scène où Dorothy est violée et battue se révèle particulièrement difficile à tourner. Plusieurs habitants de la ville arrivent pour assister au tournage avec des paniers de pique-nique et des tapis, contre la volonté de Lynch et de Rossellini, qui apparaît nue dans la scène. Cependant, ils filment la scène normalement et lorsque Lynch crie « coupez », les habitants sont partis. En conséquence, la police interdit à Lynch de tourner dans les lieux publics de Wilmington.
Les appartements Carolina, situés à l'angle de la 5e rue et de Market Street, dans le centre-ville de Wilmington, servent de lieu de tournage principal pour l'histoire, la fontaine Kenan adjacente figurant en évidence dans de nombreux plans. L'immeuble est également le lieu de naissance et de décès du célèbre artiste Claude Howell. Le bâtiment est toujours debout aujourd'hui et la fontaine Kenan a été remise à neuf en 2020 après avoir subi d'importants dégâts lors de l'ouragan Florence.

### Montage
Le premier montage de David Lynch dure environ quatre heures. Il est contractuellement obligé de livrer un film de deux heures, et De Laurentiis coupe de nombreuses intrigues secondaires et des scènes qui développent les personnages. Il effectue également quelques coupes à la demande de la Motion Picture Association of America. Par exemple, lorsque Frank gifle Dorothy après la première scène de viol, le public est censé voir Frank la frapper réellement. Au lieu de cela, le film montre Jeffrey dans le placard, grimaçant devant ce qu'il vient de voir. Cette coupure est faite en réponse aux préoccupations de la MPAA concernant la violence. Lynch pense que ce changement ne fait que rendre la scène plus dérangeante. En 2011, Lynch annonce que des séquences des scènes supprimées, longtemps considérées comme perdues, ont été découvertes. Les séquences sont ensuite incluses sur le disque Blu-ray du film. Le montage final du film dure tout juste plus de deux heures.

## Bande originale
La bande originale de Blue Velvet est supervisée par Angelo Badalamenti, qui fait une brève apparition dans le rôle du pianiste du Slow Club où Dorothy se produit. La bande-son fait un usage intensif de chansons pop vintage, telles que Blue Velvet de Bobby Vinton et In Dreams de Roy Orbison, juxtaposées à une partition orchestrale inspirée de Chostakovitch. Pendant le tournage, Lynch place des haut-parleurs sur le plateau et dans les rues et joue du Chostakovitch pour créer l'ambiance qu'il veut transmettre. La partition fait allusion à la Symphonie no 15 de Chostakovitch, que Lynch écoute régulièrement pendant qu'il écrit le scénario. Lynch choisit initialement d'utiliser Song to the Siren de This Mortal Coil pendant la scène où Sandy et Jeffrey partagent une danse, mais il ne parvient pas à en obtenir les droits à l'époque. Il l'utilise finalement dans Lost Highway, onze ans plus tard,.
Entertainment Weekly classe la bande originale de Blue Velvet dans sa liste des 100 plus grandes bandes originales de films, à la 100e position. Le critique John Alexander écrit : « la bande-son obsédante accompagne le générique, puis se tisse à travers le récit, accentuant l'ambiance noire du film »,. Lynch collabore pour la première fois avec le compositeur de musique Angelo Badalamenti pour ce film et lui demande d'écrire une partition qui doit être « comme Chostakovitch, être très russe, mais en faire la plus belle chose mais la rendre sombre et un peu effrayante »,. Le succès de Badalamenti avec Blue Velvet l'amène à travailler sur tous les longs métrages de Lynch jusqu'à Inland Empire ainsi que sur la série télévisée culte Twin Peaks. L'équipe du son comprend également un collaborateur de longue date de Lynch, Alan Splet. Le monteur et designer sonore a remporté un Oscar du cinéma pour son travail sur L'Étalon noir (The Black Stallion, 1979) et a été nommé pour Un homme parmi les loups (Never Cry Wolf, 1983),.
| Liste des morceaux | Liste des morceaux                     | Liste des morceaux | Liste des morceaux | Liste des morceaux | Liste des morceaux | Liste des morceaux | Liste des morceaux | Liste des morceaux | Liste des morceaux |
| No                 | Titre                                  | Interprète         | Durée              |                    |                    |                    |                    |                    |                    |
| ------------------ | -------------------------------------- | ------------------ | ------------------ | ------------------ | ------------------ | ------------------ | ------------------ | ------------------ | ------------------ |
| 1.                 | Main Title                             |                    | 1:27               |                    |                    |                    |                    |                    |                    |
| 2.                 | Night Streets/Sandy and Jeffrey        |                    | 3:42               |                    |                    |                    |                    |                    |                    |
| 3.                 | Frank                                  |                    | 3:34               |                    |                    |                    |                    |                    |                    |
| 4.                 | Jeffrey's Dark Side                    |                    | 1:48               |                    |                    |                    |                    |                    |                    |
| 5.                 | Mysteries of Love                      |                    | 2:10               |                    |                    |                    |                    |                    |                    |
| 6.                 | Frank Returns                          |                    | 4:39               |                    |                    |                    |                    |                    |                    |
| 7.                 | Mysteries of Love (instrumentale)      |                    | 4:41               |                    |                    |                    |                    |                    |                    |
| 8.                 | Blue Velvet/Blue Star                  |                    | 3:14               |                    |                    |                    |                    |                    |                    |
| 9.                 | Lumberton U.S.A./Going Down to Lincoln |                    | 2:13               |                    |                    |                    |                    |                    |                    |
| 10.                | Akron Meets the Blues                  |                    | 2:40               |                    |                    |                    |                    |                    |                    |
| 11.                | Honky Tonk, Pt. 1                      | Bill Doggett       | 3:09               |                    |                    |                    |                    |                    |                    |
| 12.                | In Dreams                              | Roy Orbison        | 2:48               |                    |                    |                    |                    |                    |                    |
| 13.                | Love Letters                           | Ketty Lester       | 2:36               |                    |                    |                    |                    |                    |                    |
| 14.                | Mysteries of Love                      | Julee Cruise       | 4:22               |                    |                    |                    |                    |                    |                    |
| 43:03              |                                        |                    |                    |                    |                    |                    |                    |                    |                    |

## Sortie et accueil

### Promotion
Comme le contenu du film est complètement différent de tout ce qui peut être considéré comme grand public à l'époque, les employés du marketing de De Laurentiis Entertainment Group ne savent pas comment le promouvoir, ni même si le film en bénéficierait ; ce n'est qu'après l'accueil positif que le film a reçu dans divers festivals de cinéma qu'ils commencent à le promouvoir,.

### Box-office
Blue Velvet est présenté en compétition au Festival des films du monde de Montréal en août 1986, puis au Festival international du film de Toronto le 12 septembre 1986, et quelques jours plus tard aux États-Unis. Il connaît une sortie dans les deux pays le 19 septembre 1986, dans 98 salles aux États-Unis. Lors de son week-end d'ouverture, le film rapporte un total de 789 409 dollars. Il sort dans quinze salles supplémentaires et rapporte aux États-Unis et au Canada un total de 8 551 228 dollars. Blue Velvet suscite un tollé lors de sa sortie en salles, et des files d'attente se forment autour des pâtés de maisons de New York et de Los Angeles. On signale des débrayages massifs et des demandes de remboursement pendant la semaine d'ouverture. Lors d'une projection à Chicago, un homme s'évanouit et doit faire vérifier son stimulateur cardiaque. Une fois le contrôle terminé, il retourne au cinéma pour voir la fin. Dans un cinéma de Los Angeles, deux inconnus se disputent violemment, mais décident de régler leur différend pour retourner dans la salle.
En France, le film réalise 573 980 entrées, dont un peu plus de 200 000 à Paris.

### Accueil critique
Blue Velvet reçoit un accueil mitigé lors de sa sortie aux États-Unis. Les critiques qui saluent le film sont souvent véhéments. Janet Maslin, critique du New York Times, fait l'éloge des performances de Hopper et Rossellini : « M. Hopper et Mlle Rossellini dépassent tellement les limites du jeu ordinaire que leurs performances sont mieux comprises en termes d'absence totale d'inhibition ; tous deux se donnent entièrement au film, ce qui semble être exactement ce qu'il faut »,. Elle qualifie le film de « classique culte instantané »,. Maslin conclut en affirmant que Blue Velvet « est aussi fascinant qu'effrayant. Il confirme la stature de M. Lynch en tant que pionnier, technicien hors pair et personne qu'il vaut mieux ne pas rencontrer dans une ruelle sombre »,.
Sheila Benson du Los Angeles Times considère qu'il s'agit du film « le plus brillamment dérangeant jamais réalisé dans une petite ville américaine », le décrivant comme « choquant, visionnaire et d'une grande maîtrise »,. Le critique de cinéma Gene Siskel inclut Blue Velvet dans sa liste des meilleurs films de 1986, à la cinquième place. Peter Travers, critique de cinéma pour Rolling Stone, le désigne comme le meilleur film des années 1980 et le qualifie de « chef-d'œuvre américain »,. Lors de sa sortie initiale, les réalisateurs Woody Allen et Martin Scorsese qualifient Blue Velvet de « meilleur film de l'année ».
À l'inverse, Paul Attanasio du Washington Post déplore que Lynch « ne cherche pas à communiquer, mais à afficher sa personnalité. Le film ne progresse pas [...] il devient juste de plus en plus bizarre, et pour une fin inutile »,. Il estime toutefois que « le film met en valeur un styliste visuel qui maîtrise parfaitement son talent » et qu'Angelo Badalamenti « apporte une partition extraordinaire, passant sans transition d'un jazz fluide à des figures de violon et à l'élan romantique d'une partition hollywoodienne classique »,. Les critiques américains déplorent souvent la place accordée à la sexualité et à la violence dans Blue Velvet, soutenant que cela nuit au sérieux du film en tant qu'œuvre d'art,. et certains vont jusqu'à le qualifier de pornographique. L'un de ses détracteurs, Roger Ebert, salue la performance d'Isabella Rossellini, « convaincante et courageuse », mais critique la façon dont elle est représentée dans le film, accusant même David Lynch de misogynie : « Dégradée, giflée, humiliée et déshabillée devant la caméra. Et quand vous demandez à une actrice d'endurer ces expériences, vous devriez respecter votre part du marché en la faisant jouer dans un film important »,. Bien qu'Ebert ait fini par considérer Lynch comme un grand cinéaste, son avis sur Blue Velvet n'a pas changé après l'avoir revu au XXIe siècle,.
Le film est aujourd'hui largement considéré comme un chef-d'œuvre et dispose d'un score de 95% sur Rotten Tomatoes basé sur 81 critiques avec une note moyenne de 8,8/10. Le consensus critique du site est le suivant : « Si les spectateurs sortent de ce choc subversif et surréaliste sans avoir pleinement compris l'histoire, ils pourraient aussi en sortir avec une perception plus profonde du potentiel de la narration cinématographique »,. Le film détient également un score de 76 sur 100 sur Metacritic sur la base de 15 critiques, ce qui indique des « critiques généralement favorables ». Dans une critique publiée dans le Guardian en 2001, le critique Philip French écrit : « Le film se porte bien et a atteint le statut de classique sans pour autant être devenu convenable ou avoir perdu son sentiment de danger »,.
Lors de sa sortie, Mark Kermode rédige une mauvaise critique de Blue Velvet, mais il finit par changer d'avis à son sujet au fil du temps. En 2016, il déclare : « en tant que critique de cinéma, cela m'a appris que lorsqu'un film vous colle vraiment à la peau et provoque une réaction viscérale, vous devez faire très attention à votre évaluation [...] Je n'ai pas rejeté Blue Velvet parce que c'était un mauvais film. Je l'ai rejeté parce que c'était un très bon film. Le fait est qu'à l'époque, je n'étais pas assez bon pour lui »,.

## Distinctions
Blue Velvet permet à David Lynch d'être nommé pour l'Oscar du meilleur réalisateur et à Dennis Hopper d'être nommé au Golden Globe du meilleur acteur dans un second rôle,. Isabella Rossellini remporte quant à elle l'Independent Spirit Award de la meilleure actrice en 1987. David Lynch et Dennis Hopper remportent tous deux un prix de la Los Angeles Film Critics Association en 1987 dans les catégories meilleure réalisation (Lynch) et meilleur acteur dans un second rôle (Hopper). En 1987, la National Society of Film Critics décerne les prix du meilleur film, du meilleur réalisateur (David Lynch), de la meilleure photographie (Frederick Elmes) et du meilleur second rôle masculin (Dennis Hopper) à Blue Velvet.

### Récompenses
| Année | Cérémonie                                               | Prix                                | Lauréat(es)         |
| ----- | ------------------------------------------------------- | ----------------------------------- | ------------------- |
| 1986  | Festival des films du monde de Montréal                 | Meilleur acteur                     | Dennis Hopper       |
| 1986  | Festival international du film fantastique de Catalogne | Meilleur film                       |                     |
| 1986  | Festival international du film fantastique de Catalogne | Meilleure photographie              | Frederick Elmes     |
| 1987  | National Society of Film Critics                        | Meilleur film                       |                     |
| 1987  | National Society of Film Critics                        | Meilleur réalisateur                | David Lynch         |
| 1987  | National Society of Film Critics                        | Meilleur acteur dans un second rôle | Dennis Hopper       |
| 1987  | National Society of Film Critics                        | Meilleure photographie              | Frederick Elmes     |
| 1987  | Boston Society of Film Critics                          | Meilleur film                       |                     |
| 1987  | Boston Society of Film Critics                          | Meilleur réalisateur                | David Lynch         |
| 1987  | Boston Society of Film Critics                          | Meilleure photographie              | Frederick Elmes     |
| 1987  | Boston Society of Film Critics                          | Meilleur acteur dans un second rôle | Dennis Hopper       |
| 1987  | Los Angeles Film Critics Association                    | Meilleure réalisation               | David Lynch         |
| 1987  | Los Angeles Film Critics Association                    | Meilleur acteur dans un second rôle | Dennis Hopper       |
| 1987  | Independent Spirit Awards                               | Meilleure actrice                   | Isabella Rossellini |

### Nominations
| Année | Cérémonie                 | Prix                                | Lauréat(es)     |
| ----- | ------------------------- | ----------------------------------- | --------------- |
| 1987  | Golden Globes             | Meilleur scénario                   | David Lynch     |
| 1987  | Golden Globes             | Meilleur acteur dans un second rôle | Dennis Hopper   |
| 1987  | Independent Spirit Awards | Meilleur film                       |                 |
| 1987  | Independent Spirit Awards | Meilleure réalisation               | David Lynch     |
| 1987  | Independent Spirit Awards | Meilleur scénario                   | David Lynch     |
| 1987  | Independent Spirit Awards | Meilleur acteur                     | Dennis Hopper   |
| 1987  | Independent Spirit Awards | Meilleure actrice                   | Laura Dern      |
| 1987  | Independent Spirit Awards | Meilleure photographie              | Frederick Elmes |
| 1987  | Oscars du cinéma          | Meilleur réalisateur                | David Lynch     |

## Sortie en vidéo
Blue Velvet sort en DVD en 1999 et 2002 chez MGM Home Entertainment. Le film sort pour la première fois en Blu-ray le 8 novembre 2011, avec une édition spéciale 25e anniversaire comprenant des scènes coupées inédites. Le 28 mai 2019, le film est réédité en Blu-ray par la collection Criterion, avec une restauration numérique 4K, la bande-son stéréo originale et d'autres caractéristiques spéciales, notamment un documentaire sur les coulisses du film intitulé Blue Velvet Revisited.

## Analyse
Bien que Blue Velvet se présente au premier abord comme un film à énigme, le film fonctionne sur plusieurs niveaux de lecture. Le film doit beaucoup au film noir des années 1950, dont il partage de nombreux éléments tels que la femme fatale (Dorothy Vallens), le méchant en apparence invincible (Frank Booth), un héros à la moralité ambiguë (Jeffrey Beaumont), ainsi que le recours à une photographie obscure, souvent sombre. Blue Velvet représente et établit la fameuse « vision de travers » de Lynch, et introduit plusieurs éléments communs à son œuvre, dont certains deviendront plus tard ses marques de fabrique. Parmi ces éléments figurent des personnages déformés, un monde binaire et des dommages handicapants au crâne ou au cerveau. La caractéristique lynchienne la plus évidente du film est peut-être la description de la révélation des dessous sombres d'une petite ville en apparence idyllique. En effet, Jeffrey déclare dans le film voir « quelque chose qui a toujours été caché », faisant allusion à cette idée centrale de l'intrigue. Outre les symboles et motifs récurrents dans les films de Lynch, son style particulier, qui se manifeste pour la première fois dans Blue Velvet, a été abondamment commenté, qualifié d'« onirique »,, de « très étrange »,, de « sombre », ou encore d'« excentrique »,. Des rideaux rouges apparaissent également dans des scènes clés, notamment dans l'appartement de Dorothy, et sont devenus depuis une marque de fabrique de Lynch. Le film a été comparé à Psychose (1960) d'Alfred Hitchcock en raison de son traitement brutal du mal et de la maladie mentale. Le concept des deux films repose sur la curiosité des personnages principaux, qui les conduit à mener une enquête dans un univers criminel caché.
Les thèmes du film rappellent Edgar Allan Poe, Henry James et les premiers romans gothiques, ainsi que des films tels que L'Ombre d'un doute (Shadow of a Doubt, 1943) et La Nuit du chasseur (The Night of the Hunter, 1955) et la notion même de film noir. Pour Lynch, il s'agit d'un « film sur les choses qui sont cachées — dans une petite ville et chez les gens »,. Laura Mulvey, spécialiste féministe de la psychanalyse au cinéma, soutient que Blue Velvet présente une famille œdipienne métaphorique — « l'enfant », Jeffrey Beaumont, et ses « parents », Frank Booth et Dorothy Vallens — par le biais de références délibérées au film noir et à son thème œdipien sous-jacent,. Michael Atkinson affirme que la violence qui en résulte dans le film peut être interprétée comme un symbole de la violence domestique au sein de familles réelles. Par exemple, les actes violents de Frank peuvent être considérés comme le reflet des différents types d'abus au sein des familles, et le contrôle qu'il exerce sur Dorothy pourrait représenter l'emprise d'un mari abusif sur sa femme. Il lit Jeffrey comme un jeune innocent qui est à la fois horrifié par la violence infligée par Frank, mais aussi tenté par celle-ci comme moyen de posséder Dorothy pour lui-même,. Atkinson adopte une approche freudienne du film, le considérant comme une expression de l'innocence traumatisée qui caractérise l'œuvre de Lynch : « Dorothy représente la force sexuelle de la [figure] maternelle parce qu'elle est interdite et parce qu'elle devient l'objet des pulsions malsaines et infantiles à l'œuvre dans le subconscient de Jeffrey »,.

### Symbolisme
Blue Velvet recourt à de nombreux symboles. Le motif le plus récurrent du film est celui des insectes. Il est introduit dès la fin de la première scène, lorsque la caméra zoome sur une pelouse de banlieue bien entretenue jusqu'à ce qu'elle dévoile un nid souterrain grouillant d'insectes. Ce motif est généralement perçu comme une métaphore du monde souterrain miteux que Jeffrey va découvrir ensuite dans sa banlieue, sorte de petit paradis reaganien. L'oreille coupée qu'il trouve dans la même scène est envahie par des fourmis noires. Le motif de l'insecte revient ensuite avec le masque à gaz en forme d'insecte que porte Frank, mais aussi lorsque Jeffrey prétend être un exterminateur d'insectes pour accéder à l'appartement de Dorothy. L'un des complices de Frank est identifié par la veste jaune qu'il porte, ce qui peut évoquer le nom d'une espèce de guêpe. Enfin, un rouge-gorge mangeant un insecte sur une clôture constitue un sujet de discussion dans la dernière scène du film.
L'oreille coupée que Jeffrey découvre est un autre élément symbolique clé, le conduisant au danger. En effet, au moment où ses ennuis commencent, les spectateurs assistent à une séquence cauchemardesque dans laquelle la caméra zoome sur le canal de l'oreille coupée et en décomposition. L'éclairage revêt aussi une grande importance symbolique. Par exemple, dans un plan situé vers la fin du film, la scène est éclairée du haut avant de disparaître avec un fondu au blanc pour illustrer un retour à la normale.

## Postérité
« Blue Velvet a mieux résisté au passage du temps que n'importe quel autre film nommé aux Oscars cette année-là, et peut-être même mieux que n'importe quel film hollywoodien de sa décennie. Le choc de la nouveauté s'estompe par définition, mais si ça n'a guère été le cas pour Blue Velvet, c'est peut-être parce qu'il demeure à jamais insaisissable. »,

— Dennis Lim, 2016
Bien qu'il ne rencontre initialement qu'un public relativement restreint et que sa valeur artistique soit remise en question, Blue Velvet est rapidement devenu le centre d'un « scandale national » en 1986, et est devenu au fil du temps un classique américain. À la fin des années 1980 et au début des années 1990, après sa sortie en vidéo, le film devient un film culte reconnu pour sa description sombre des banlieues américaines,. Avec ses nombreuses sorties en VHS, LaserDisc et DVD, le film atteint un public américain plus large. Il marque l'entrée de David Lynch dans le courant dominant d'Hollywood et le retour de Dennis Hopper sur le devant de la scène. Son interprétation de Frank Booth laisse une empreinte dans la culture populaire, avec d'innombrables hommages, références culturelles et parodies. Le succès du film aide également Hollywood à aborder des sujets auparavant censurés, comme l'avait fait Psychose (Psycho, 1960) en son temps. Blue Velvet a souvent été comparé à ce film révolutionnaire ; il est devenu l'un des films les plus importants et les plus reconnus de son époque, suscitant d'innombrables imitations et parodies. Les décors sombres, élégants et érotiques du film ont servi de référence pour un certain nombre de films, de parodies ; parmi ces œuvres figurent les projets ultérieurs de Lynch, notamment Twin Peaks (1990-91) et Mulholland Drive (2001). Peter Travers du magazine Rolling Stone considère qu'il s'agit d'un des « films américains les plus influents », tout comme Michael Atkinson, qui a consacré un livre aux thèmes et aux motifs du film,.
Aujourd'hui, Blue Velvet est souvent présenté comme l'un des plus grands films des années 1980, l'un des meilleurs exemples de film surréaliste américain et l'un des meilleurs films de David Lynch. Dans un sondage mené auprès de 54 critiques américains portant sur les « films les plus marquants de la décennie », Blue Velvet se classe quatrième, derrière Raging Bull (1980), E.T., l'extra-terrestre (E.T. the Extra-Terrestrial, 1982) et le film allemand Les Ailes du désir (Der Himmel über Berlin, 1987). Un livre d'Entertainment Weekly paru en 1999 classe le film à la 37e place des plus grands films de tous les temps. Le film figure aussi dans les listes des 100 plus grands films établis par Movieline Magazine, The Guardian et Film4,,. Dans un sondage réalisé en 2007 par Variety auprès d'internautes, Blue Velvet occupe la 95e place des meilleurs films de tous les temps. En décembre 2002, un sondage de critiques de cinéma britanniques publié dans le magazine Sight & Sound place le film en cinquième position sur leur liste des dix meilleurs films des 25 dernières années. Dans un numéro spécial, Entertainment Weekly a sélectionné 100 nouveaux classiques du cinéma de 1983 à 2008 ; Blue Velvet y figure à la quatrième place.
En plus de figurer dans plusieurs listes des « plus grands films de tous les temps », Blue Velvet est cité à trois reprises dans les listes de l'American Film Institute : le film se classe 96e dans la liste 100 Years... 100 Thrills en 2001, tandis que le personnage de Frank Booth se classe à la 36e place des 50 plus grands méchants dans 100 Years... 100 Heroes and Villains en 2003,. En juin 2008, l'AFI révèle l'AFI's 10 Top 10 — classement des dix meilleurs films américains de dix genres cinématographiques différents — après avoir interrogé plus de 1 500 artistes, étudiants, critiques et historiens du cinéma. Blue Velvet y figure au huitième rang des meilleurs films à énigme. Le magazine Premiere classe Frank Booth, interprété par Dennis Hopper, au 54e rang de sa liste des « 100 plus grands personnages de cinéma de tous les temps », le qualifiant de « création la plus monstrueusement drôle de l'histoire du cinéma »,,. Le film est classé 84e dans l'émission de la chaîne Bravo, 100 Scariest Movie Moments (2004). Il est fréquemment samplé musicalement et de nombreux groupes et artistes ont pris leur nom ou leur inspiration du film. En août 2012, Sight & Sound dévoile sa liste des 250 plus grands films de tous les temps où Blue Velvet se classe 69e.